# Pheidippides (Browning)

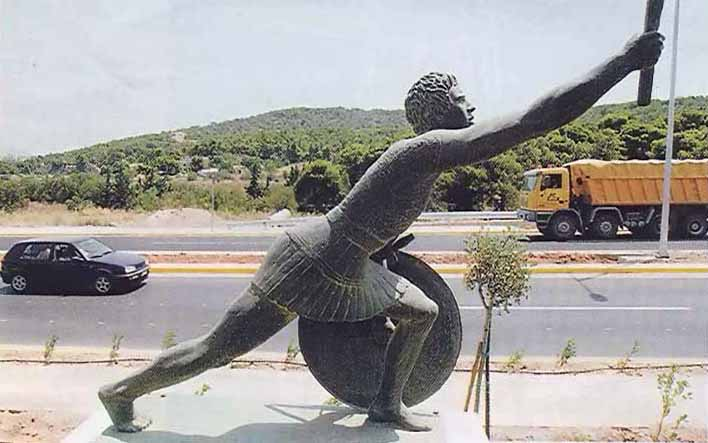
Pomnik Pheidippidesa (Filippidesa) przy drodze z Maratonu do Aten

Pheidippides – wiersz dziewiętnastowiecznego angielskiego poety i dramaturga Roberta Browninga, ogłoszony w tomie Dramatic Idylls, wydanym w 1879.

## Forma
Utwór składa się z piętnastu strof ośmiowersowych rymowanych abcddcab. Metrum jest bardzo skomplikowane. Wykazuje budowę trójdzielną.
Into their midst I broke: breath served but for "Persia has come!
Persia bids Athens proffer slaves'-tribute, water and earth;
Razed to the ground is Eretria—but Athens, shall Athens sink,
Drop into dust and die—the flower of Hellas utterly die,
Die, with the wide world spitting at Sparta, the stupid, the stander-by?
Answer me quick, what help, what hand do you stretch o'er destruction's brink?
How,—when? No care for my limbs!—there's lightning in all and some—
Fresh and fit your message to bear, once lips give it birth!"
Browning wykorzystuje też raz po raz aliterację: Run, Pheidippides, run and race, reach Sparta for aid!; spitting at Sparta, the stupid, the stander-by; Oak and olive; Gully and gap, I clambered and cleared.

## Treść
Utwór opowiada o ateńskim wojowniku Pheidippidesie (Filippidesie), który najpierw został wysłany do Sparty z prośbą o pomoc w walce z nadciągającymi Persami, a potem przybiegł do miasta z wiadomością o zwycięstwie Greków w bitwie pod Maratonem w 490 roku przed Chrystusem. Po przybyciu do Aten i przekazaniu radosnej wiadomości zmarł z wyczerpania. Browning oparł się na często niespójnych relacjach Herodota, Plutarcha i Lukiana. Wersja Browninga stała się bardzo popularna i na dobre zawładnęła umysłami czytelników. Utwór opatrzony jest mottem w języku greckim Χαίρετε, νικῶμεν. Są to przekazane przez tradycję słowa Filippidesa, znaczące Witajcie, zwyciężyliśmy.